# Lonato del Garda
Lonato del Garda (Lonato fino al 2007, Lunà del Garda in dialetto gardesano, Lonàt del Garda in dialetto bresciano) è un comune italiano di 17 149 abitanti della provincia di Brescia in Lombardia, nella zona del basso lago di Garda.

## Geografia fisica

### Territorio

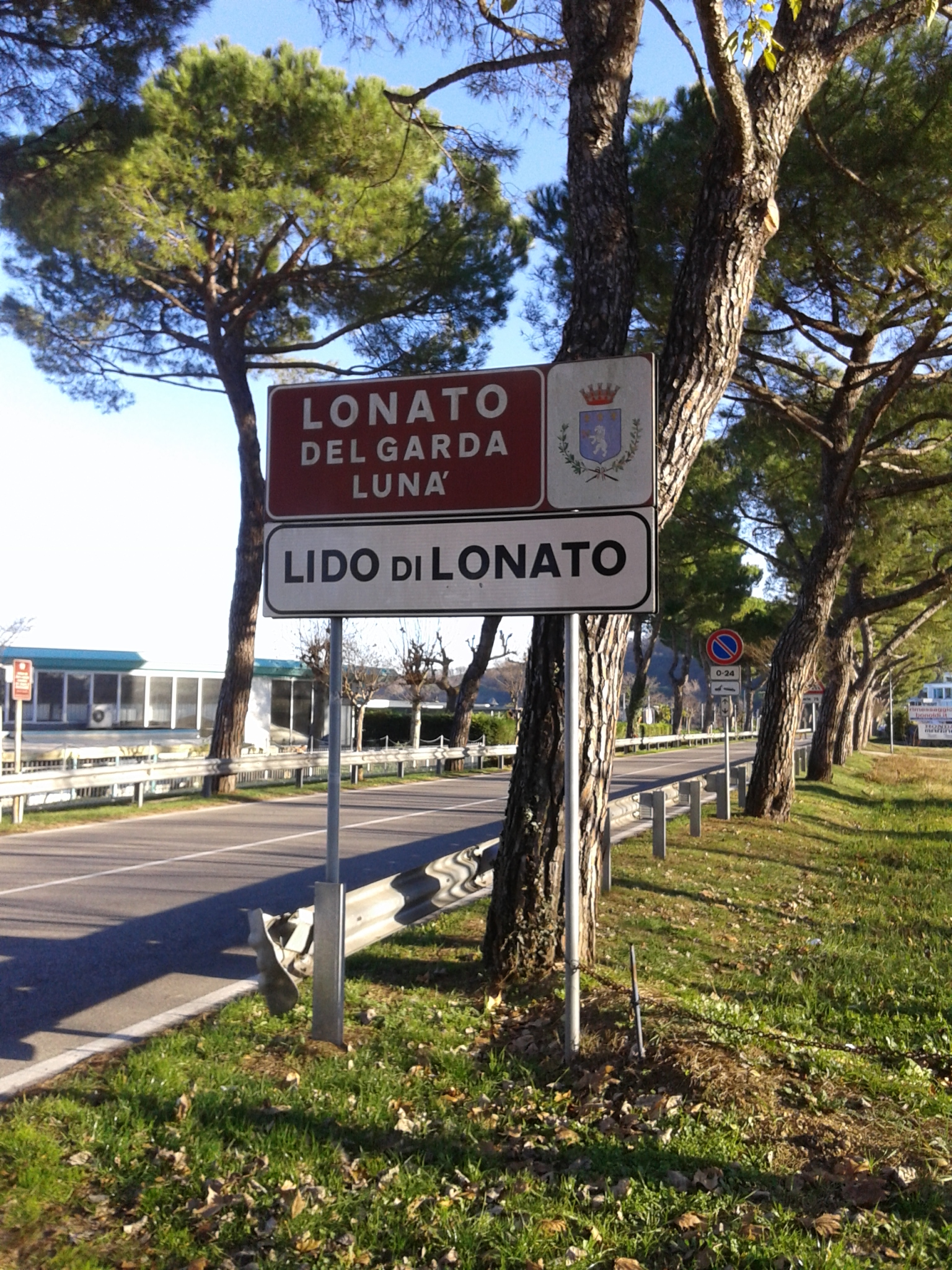
Lido di Lonato del Garda (BS)

Il comune di Lonato del Garda è il decimo paese per estensione della Provincia di Brescia, si estende su una superficie di 70,55 km², con un'altezza sul livello del mare che va dai 65 ai 283 metri. Il territorio, per gran parte, si estende sulle colline moreniche del Basso Garda. Nelle zone limitrofe a Calcinato e Bedizzole invece il territorio è prevalentemente pianeggiante. Per un breve tratto di circa 350 metri esso si affaccia sul lago di Garda.

### Idrografia
Il territorio comunale è percorso dalla Roggia Lonata e dal canale Arnò da essa derivato.

## Origini del nome
Secondo alcuni il nome Lonato sembra derivante da "Lona", termine di origine celtica con il significato di laghetto o acquitrino. L'origine resta tuttavia vaga, molte sono le ipotesi e non vi è una certezza. Ad esempio per altri il nome deriverebbe dalla forma ad arco, oppure a luna, della catena delle colline moreniche sul quale Lonato si estende per gran parte.
In un diploma di Carlo Magno del 16 luglio 774, con il quale diverse terre bresciane tra cui Lonato vengono donate al monastero di San Martino di Tours, il paese viene chiamato Lionam e così anche in un diploma del 16 giugno 887 di Carlo il Grosso. Non tutti gli studi affermano però che anche Lonato facesse parte delle terre donate.
Nel 909, in una concessione con la quale Berengario permette ai lonatesi di fortificare il paese, questo è chiamato Lonado. Il documento è considerato però un falso, tuttavia si ritiene sia una falsificazione tarda di un documento autentico.
Molte altre sono le varianti, nel 977 è chiamato Leonado, nel 1109 Lonatus, nel 1167 Lunatus, nel 1884 Papa Lucio III lo chiama Lunadus e Leonadus. Neppure lo stemma può fornire un'idea precisa sull'origine.
Nel 2007 il comune assume la denominazione di Lonato del Garda, vista la vicinanza al lago e per una valorizzazione del territorio.

## Storia
- Si stabilirono, su palafitte, i primi insediamenti umani risalenti all'età del bronzo (1800 anni a.c.). Tale presenza è documentata dai reperti ritrovati nella zona Polada, Lavagnone e Palude Lunga, nel corso di alcune campagne di scavi. Il nome della località Polada, dà il nome all'omonima cultura, diffusa in gran parte dell'Italia settentrionale, risalente all'età del bronzo.
- Tracce di insediamenti romani esistono nelle località Monte Mario e Pozze.
- Il paese, distrutto nel 909 dagli Ungari come risulta dal diploma dell'imperatore Berengario, venne ricostruito e fortificato.
- Tanti e diversi furono i "tutori" o padroni che in epoca storica, a turno e a più riprese, si palleggiarono il possesso di Lonato e lo sfruttarono, prima in quanto territorio compreso nel Municipium di Verona, poi come borgo fortificato o fortezza.
- Nel 1412 Lonato diventa proprietà dei Gonzaga, i quali confermarono al paese il titolo di città già concesso da Beatrice della Scala. I Gonzaga mantennero il controllo su Lonato fino al 1440 quando il potere passò alla Serenissima Repubblica di Venezia. Nel 1509, dopo la sconfitta di Venezia ad Agnadello, Lonato passa sotto il controllo del governo francese e successivamente, nel 1512, il paese vede un breve ritorno dei Gonzaga che mantengono il potere fino al 1516 quando Lonato diventa nuovamente proprietà di Venezia fino al Trattato di Campoformio.[8]
- Nel 1527 morì a Maguzzano il cardinale Scaramuccia Trivulzio, vescovo della Diocesi di Como.
- Tra il 3 e il 4 agosto del 1796 fu combattuta la Battaglia di Lonato. L'esercito francese del generale Napoleone Bonaparte sconfisse gli uomini del feldmaresciallo Peter Vitus von Quosdanovich, il giorno seguente francesi e austriaci si scontrarono nuovamente nella Battaglia di Castiglione.
- Con la vittoria dei franco-piemontesi sugli austriaci a Madonna della Scoperta, nel giugno del 1859, il paese entrò a far parte del Regno d'Italia.

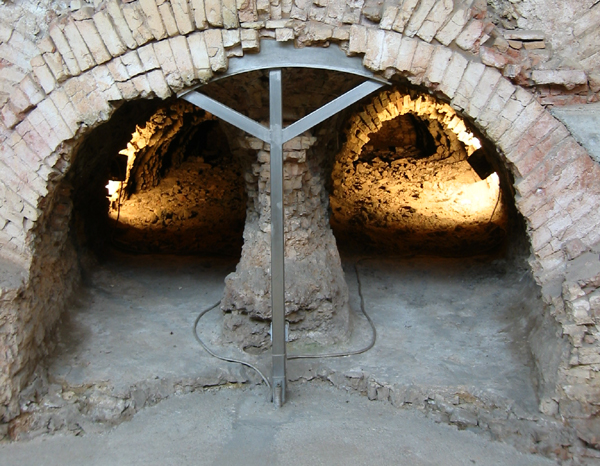
Le fornaci romane

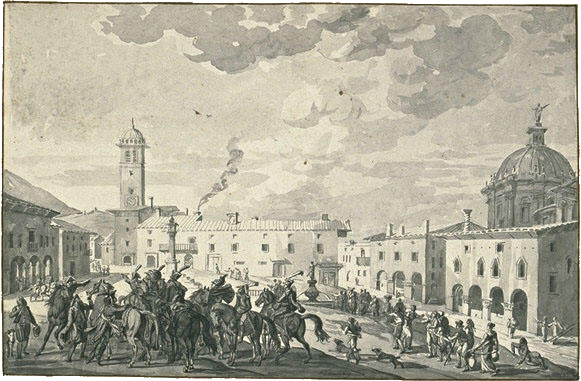
L'ingresso di Napoleone a Lonato in una stampa di Nicolas-Antoine Taunay

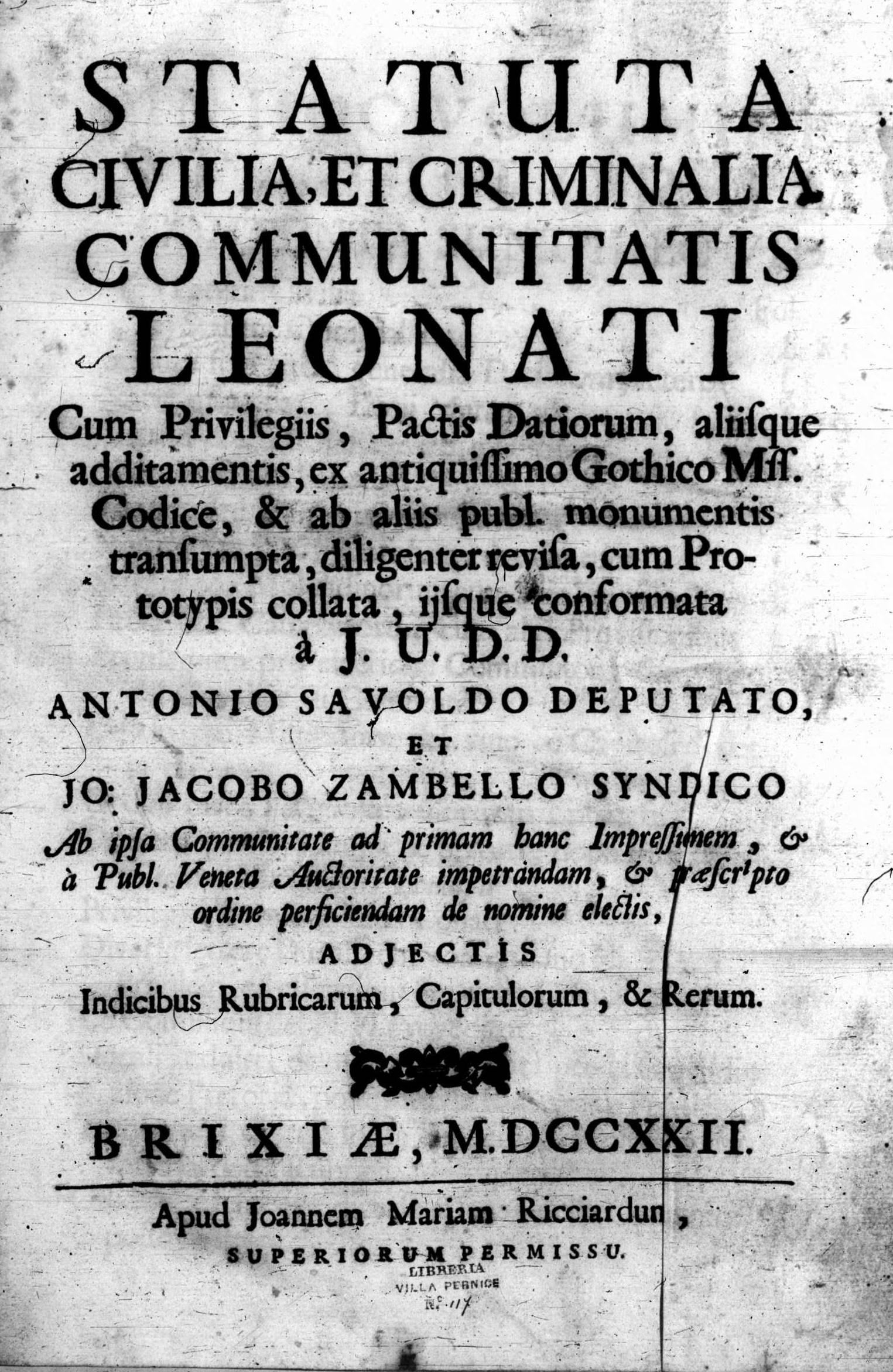
Gli statuti civili e penali di Lonato (Statuta civilia, et criminalia communitatis Leonati), 1722

### Simboli
Lo stemma è stato concesso con decreto del presidente della Repubblica del 14 maggio 1952.
Lo stemma di Lonato raffigura un leone rampante in campo azzurro con due chiavi incrociate nella zampa anteriore destra, in alto tre gigli (concessi da Luigi XII nel 1509); lo scudo è sormontato dalla corona civica.
Il gonfalone, concesso con D.P.R. del 25 giugno 1953, è un drappo partito di bianco e d'azzurro.

## Monumenti e luoghi d'interesse

### Architetture religiose
- Imponente e severa è la basilica dedicata a San Giovanni Battista, la cui costruzione venne iniziata nel 1738 su disegno dell'architetto lonatese Paolo Soratini. L'edificio sorge sui resti di due chiese, erette in successione, la più antica delle quali risale al 1339. Gli altari sono tredici e tutti arricchiti da marmi pregevoli. Di notevole interesse architettonico è la grande cupola nella quale convergono le strutture dell'edificio. Ha una misura di 20 metri di diametro interno e si innalza fino a 60 metri. La basilica ospita dipinti, tra gli altri, di:
  - Bernardino Licinio;
  - Pietro Liberi;
  - Paolo Farinati;
  - Gianbettino Cignaroli;
  - Giosuè Scotti.

Nel settembre del 1980 papa Giovanni Paolo II l'ha elevata alla dignità di basilica minore.
- La chiesa di Santa Maria del Corlo, del XVI secolo, affidata alla Confraternita dei Disciplini, sorge nella zona a nord del centro storico. All'interno, ai lati della porta d'ingresso, si trovano affreschi che rappresentano due lunghe teorie di Santi. Sulla destra si apre una cappella dipinta da Giovanni D'Asolo, con una pala che raffigura la Trinità, di Francesco Paglia; nella cappella di sinistra vi sono affreschi attribuiti a Pietro Marone o alla sua scuola e la riproduzione della pala raffigurante l'Arcangelo san Michele (l'originale era del 1596). Nel Seicento il Bonometti dipinse il soffitto, mentre il Sepolcro, ornato da statue lignee policrome, è opera del Bolesini.

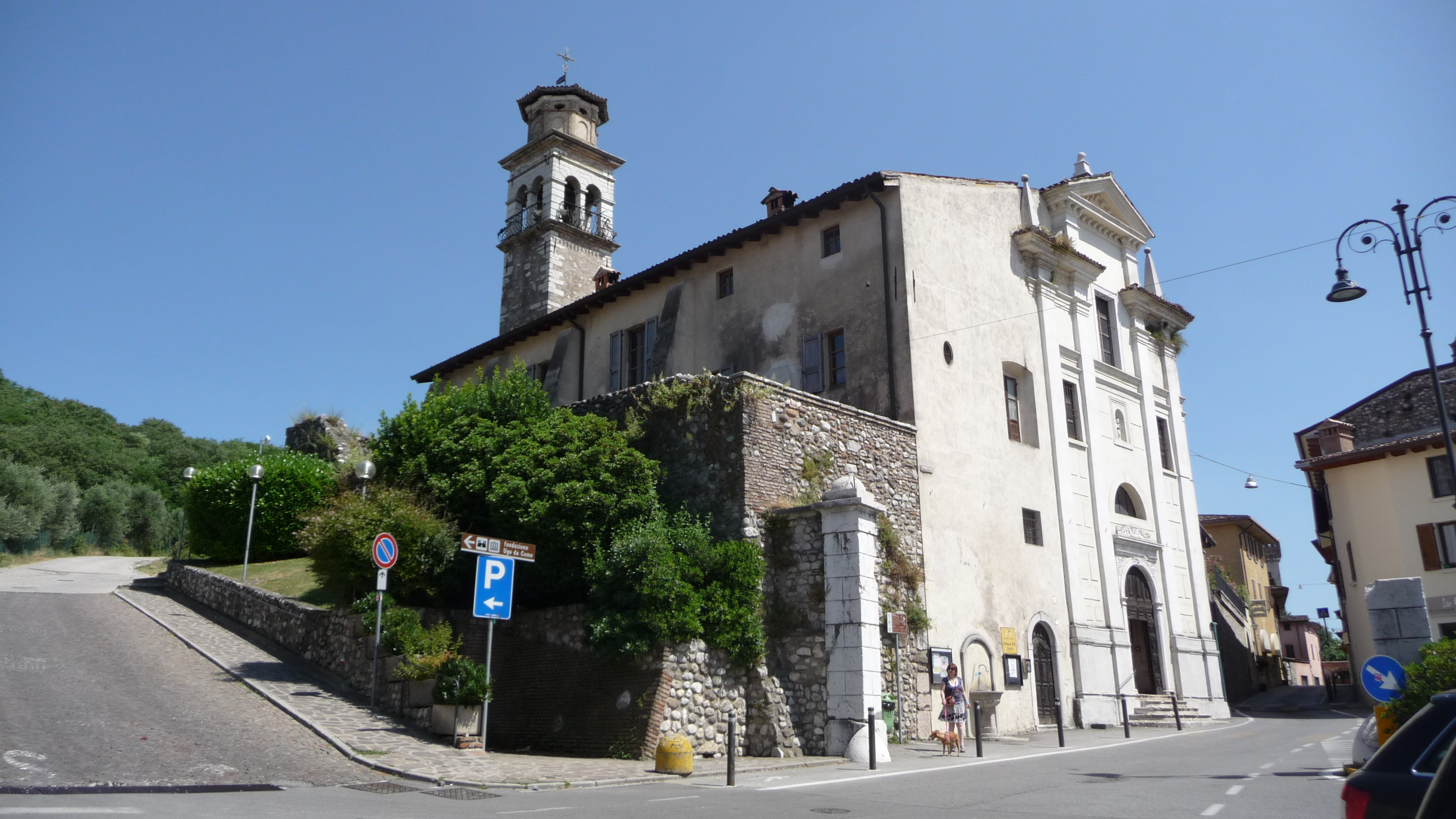
Chiesa della Beata Vergine del Corlo.

- La chiesa di Sant'Antonio Abate venne edificata sui resti della precedente, costruita a ridosso del quattrocentesco campanile tuttora esistente. Si compone di tre corpi distinti. La navata centrale, iniziata nel 1590, fu portata a termine nel 1601. Nel 1680 iniziò la costruzione dell'oratorio della Confraternita del Suffragio, che qui operava, sul lato destro della navata principale. Nel 1685 fu costruita la Cappella di Santa Maria del Suffragio sul lato opposto. L'altare maggiore è sormontato da gessi in altorilievo e nella nicchia centrale ospita una statua lignea policroma quattrocentesca del Santo. Dal 2017 sono tornate visibili quattro grandi tele sacre tra cui l'Assunta di Pietro Marone, la Sacra Famiglia con Allegoria della Confraternita di Pompeo Ghitti, la Madonna con S.Gerolamo e S.Francesco di Paola di autore sconosciuto e una Natività con pastori di Antonio Balestra. Il campanile è sormontato da una cella campanaria con eleganti bifore. Dal culto di Sant'Antonio è nata l'antica fiera agricola che si tiene il 17 gennaio di ogni anno. Nello stesso giorno si impartisce la benedizione degli animali sul sagrato della chiesa. Dal 2009 dal sagrato della chiesa parte il corteo del Palio di Sant'Antonio o delle Contrade che si svolge poi nella piazza della Torre. Otto squadre si contendono il Palio gareggiando in cinque giochi della tradizione e sfidando anche il clima di gennaio. Il sabato più prossimo al 15 ottobre si celebra invece l'anniversario della traslazione dell'immagine miracolosa della Madonna del Giglio.
- Il santuario della Madonna di San Martino fu eretto dopo la peste del 1630, per volontà dei lonatesi. La chiesa, con pianta a croce greca, presenta una cupola emisferica all'interno e ottagonale all'esterno. Il santuario conserva una collezione di ex voto che va dal 1600 al 1800.

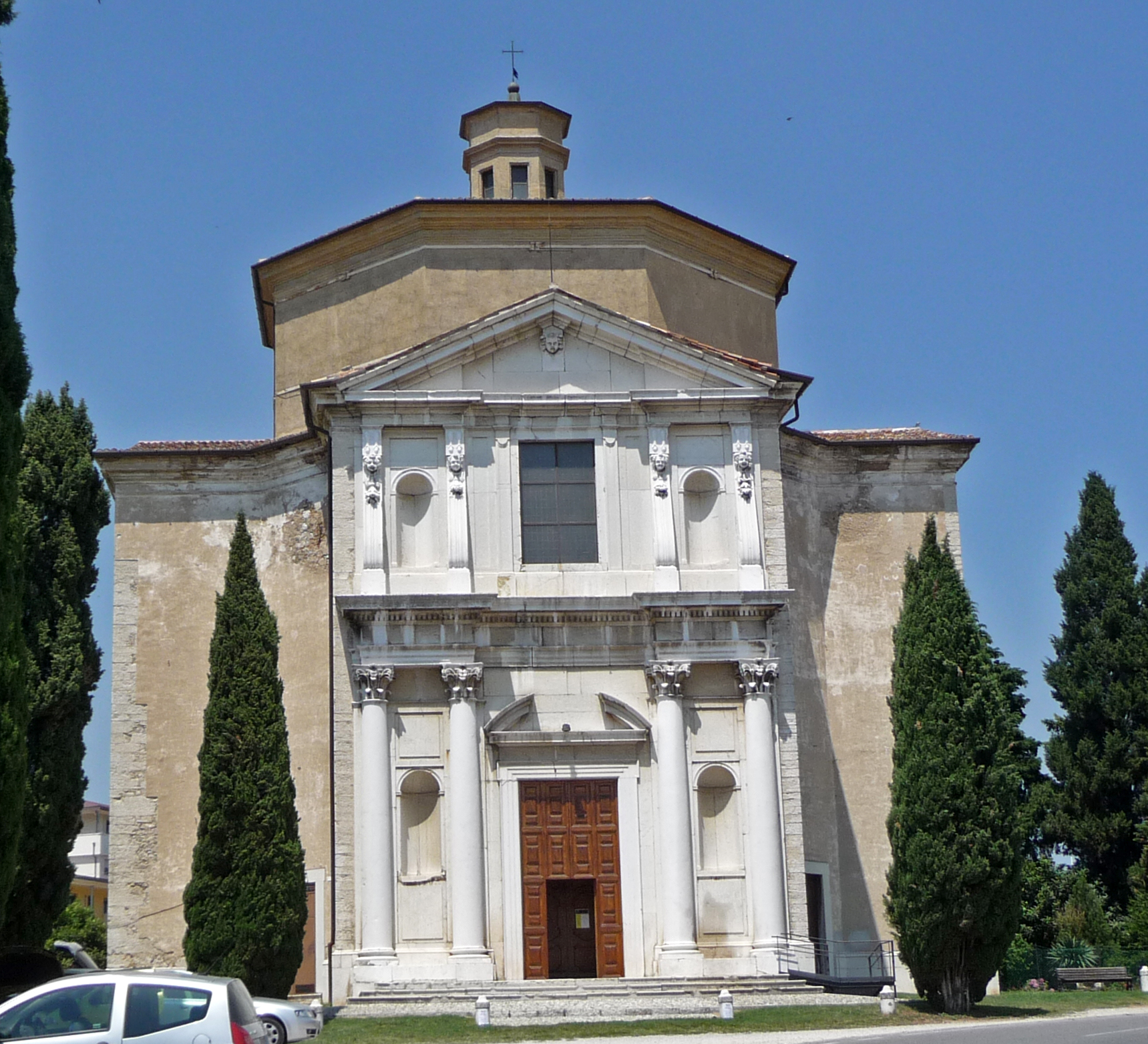
Santuario della Madonna di San Martino

- La pieve, dedicata a San Zeno, è la più antica delle chiese di Lonato: infatti la sua prima costruzione risale al V secolo. La costruzione attuale è la quarta che venne edificata nello stesso luogo, avendo subito in varie riprese distruzioni. È ad una navata, con facciata a capanna, ed è chiusa da un'abside semicircolare che risale al XII secolo, così databile per il suo caratteristico stile romanico.
- Di particolare interesse storico è l'abbazia di Maguzzano nell'omonima località, possente costruzione che si affaccia sul Garda, già indicata nelle cronache del X secolo, rifatta nel XV secolo. Pare che in questo monastero benedettino abbia dimorato frate Teofilo Folengo, alias Merlin Cocai. Per merito di alcuni frati trappisti, che divennero proprietari del monastero, vennero riportate alla luce nella vecchia chiesa, parrocchiale, le belle decorazioni policrome dipinte sulle volte e sulle pareti nei primi anni del Cinquecento. Tra gli oggetti sacri ricordiamo una preziosa croce astile di rame dorato con figure simboliche.La Rocca Viscontea

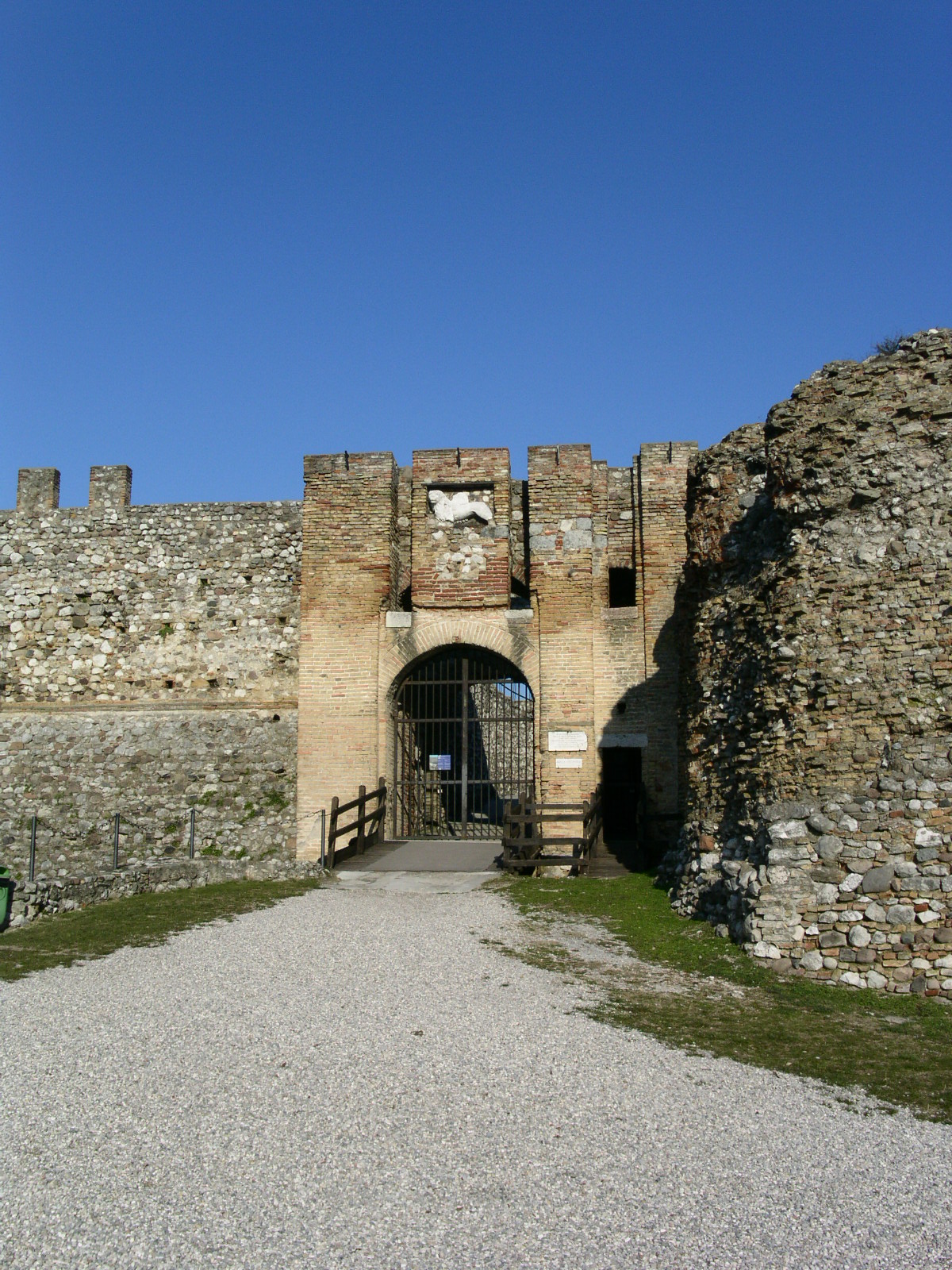
La Rocca Viscontea

- Sulle colline moreniche del Garda, troviamo Madonna della Scoperta, località che il 24 giugno 1859 vide l'attacco delle truppe piemontesi contro gli austriaci, nella battaglia di Solferino e San Martino. Qui sorge il Santuario dedicato a Santa Maria che venne utilizzato come ospedale da campo durante la battaglia sopra citata. La chiesa è attestata per la prima volta nel 1163. Nel 1201 alcune truppe di soldati distrussero l'antica Chiesa di Santa Maria degli Angeli e il convento di Santa Maria di Fontana Coperta, ad essa adiacente. Nel 1602 la chiesa venne ricostruita con le stesse dimensioni. La zona e la chiesa sono legate ad una leggenda. Infatti si narra che nel Medioevo, dal convento sparì misteriosamente un quadro molto venerato dedicato alla Madonna. Si credeva fosse stato trafugato e nessuno se ne interesso più finché nel '700 due bambini trovarono in un campo una cornice raffigurante la Vergine. Si pensò subito che fosse l'immagine scomparsa cinquecento anni prima e fu ritenuto un fatto miracoloso, il quadro infatti conservava ancora gli stessi colori. Da lì la località cambiò il nome in Madonna della Scoperta. L'immagine, dopo un attento esame, viene considerata cinquecentesca; oggi è visibile, ancora in ottimo stato, all'interno del santuario. Oggi la chiesa fa parte della parrocchia Scoperta(Lonato)-Vaccarolo(Desenzano).[13]

Altre chiese
In centro:
- Chiesa di San Giuseppe. Edificata nel 1610 per volere di "Ioseph Robatius". Si trova in centro non lontano dal duomo. È un edificio ad aula unica, la facciata è orientata ad est, all'interno è presente l'altare maggiore in marmi policromi.
- Chiesa dei Santi Filippo e Giacomo. Chiesa seicentesca, prima adibita a oratorio maschile, poi, nel 1926, fu affidata alle suore canossiane.
- Chiesa della Disciplina. Le origini di questa chiesa sono ignote. Fu certamente edificata prima del 1738, anno in cui furono iniziati i lavori per la costruzione dell'attuale basilica alla quale è adiacente. Tra il 2000 e il 2001 subisce nuovi interventi di restauro durante i quali, oltre ad alcuni consolidamenti, furono realizzati dei nuovi affreschi.

Nel territorio restante:
- Chiesa di San Cipriano e Santa Giustina. Situata nella frazione di San Cipriano, è tra le chiese più antiche del territorio. Come la Pieve di San Zeno infatti, viene citata nella bolla del 1184 di papa Lucio III. Nel 1722 l'edificio subisce un restauro durante il quale viene edificato il campanile. All'interno sono ancora conservati alcuni affreschi del XV secolo. Del periodo romanico si conserva l'abside semicircolare.
- Chiesa della Beata Vergine del Rosario (Campagna). Si trova nella frazione di Campagna. Fu eretta nel 1936 grazie ad un lascito delle sorelle Girelli, due sorelle provenienti da una delle famiglie più facoltose di Lonato. La chiesa nel 1953 venne elevata a parrocchia. Oggi la parrocchia di Campagna è stata unita a quella di Lonato, costituendo così la parrocchia di Lonato del Garda e Campagna. Nel 1966 venne edificato il campanile, l'anno dopo la chiesa viene ingrandita e assume le dimensioni odierne.
- Chiesa della Beata Vergine del Rosario (Centenaro). Questa chiesa si trova nella frazione di Centenaro. È stata edificata nel 1703 da Gio.Battista Papa su progetto di GioBattista Lisignolo, nel 1745 viene aggiunto un piccolo campanile. Oggi è chiesa parrocchiale, la parrocchia di Centenaro comprende anche la frazione lonatese di Castel Venzago e alcune contrade desenzanesi, San Pietro, San Lorenzo, San Girolamo e Colombare.
- Chiesa di San Giovanni Decollato. Si trova nella frazione di Castel Venzago. La chiesa viene menzionata per la prima volta nella visita pastorale del 1595. La pala dell'altare maggiore è del XVIII e rappresenta la decapitazione di San Giovanni Battista. Sul retro è presente una piccola torre campanaria di forma triangolare. La chiesa fa parte della parrocchia di Centenaro.
- Chiesa di San Tommaso Apostolo. È la chiesa della frazione San Tomaso.[15] È stata costruita tra il 1686 e il 1689 dagli abitanti della frazione. La pala dell'altare maggiore risale al 1911 ed è di Viscardo Carton.
- Chiesa di Sant'Anna. Si trova nella frazione Barcuzzi. La chiesa, che originariamente era una cappella, è della prima metà del XVI secolo. Durante la prima visita pastorale, del 1526, l'edificio è ancora in costruzione e inizialmente dedicato a San Quirico. Dalle visite pastorali del 1530 e 1541 si evince che l'edificio non è ancora concluso. All'interno sono presenti affreschi dedicati ai santi Quirico e Giulietta.
- Chiesa di Sant'Eurosia. Chiesa della frazione di Sedena. È stata edificata tra il 1927 e il 1935 dagli abitanti della frazione con il contributo di Vincenzo Rizzi. L'abside ospita una pala del XVIII secolo.
- Oratorio della Madonna del Rosario. È la chiesa della frazione Malocco. L'edificio fu costruito nel 1779 dagli abitanti di Malocco e da quelli della vicina frazione Cominello. All'interno, sull'altare maggiore è presente una pala del XVI secolo raffigurante la Madonna col Bambino. La copertura e la volta furono ricostruite nel 1982 a causa di un crollo avvenuto due anni prima.
- Chiesa di San Gaetano Thiene. Si trova nella frazione Bettola. Dall'interno semplice e modesto, fu costruita nel 1940 dagli abitanti della frazione.
- Chiesetta dei Morti della Selva. Questa chiesa venne edificata nella selva un tempo presente a nord del borgo di Drugolo, borgo dove sorge l'omonimo castello e la chiesa del XII secolo dedicata a San Michele. Si trovava nel perimetro di un lazzaretto che fin dal 1445 accoglieva gli appestati di Drugolo e di Padenghe. Nei secoli XVI e XVII gli Averoldi, nobile famiglia proprietaria del castello, adibì il luogo a cimitero e inoltre la stessa famiglia, si occupò dei lavori che nel XVIII secolo diedero all'edificio l'aspetto odierno. Dopo un lungo periodo di abbandono, nel 2013, grazie all'intervento della Metropolia Ortodossa di Milano e Aquileia, la chiesa venne riconsacrata e divenne monastero ortodosso.
- Chiesa dei Santi Marco e Bernardino. È la parrocchiale della frazione di Esenta. Questa parrocchia, nonostante tutte le altre parrocchie lonatesi facciano parte della diocesi di Verona, fa parte della diocesi di Brescia. La chiesa risale agli anni '80 del XIX secolo come attesta un'epigrafe posta sul lato sud dell'edificio.

### Architetture civili

"Fine della Peste" nella sala consiliare del Municipio di Andrea Celesti.

- L'attuale Palazzo Municipale risale al XVII secolo. La Sala del Consiglio conserva un'antica mappa del '700 del territorio lonatese, sul soffitto invece sono presenti decorazioni ottocentesche dedicate all'agronomo lonatese Camillo Tarello. Questa sala è inoltre chiamata "Sala del Celesti", per la presenza di una grande tela del 1693 commissionata dal consiglio comunale all'artista Andrea Celesti nel 1692 per celebrare la fine della peste del 1630. Al centro della tela è raffigurato Cristo, alla sua sinistra la Vergine e alla sua destra San Giovanni Battista, patrono di Lonato. A sinistra è presente un'allegoria di Lonato con accanto il doge veneziano e le Tre Virtù Teologali, a destra invece sono raffigurate le conseguenze della peste e un lazzaretto.
- Nella piazza principale del paese, Piazza Martiri della Libertà, sono presenti il monumento dedicato ai caduti e la colonna veneta di San Marco. Il monumento, dello scultore Luigi Contratti, fu inaugurato nel 1924 per i caduti della Grande Guerra. Successivamente furono aggiunti ai nomi già presenti, anche i nomi dei caduti durante la Seconda Guerra mondiale, i caduti in Spagna e i caduti per la Liberazione. Il monumento è in bronzo e raffigura un soldato che pianta la daga sul confine ai piedi di una donna che rappresenta la Madre Patria. La colonna veneta, che oggi di fronte al municipio, fu invece fatta installare dal senatore Ugo Da Como nel 1911 nel luogo in cui oggi sorge il monumento ai caduti. L'intento del senatore era quello di ricordare il lungo periodo di dominazione veneziana a Lonato. La colonna originale venne abbattuta alla fine del '700 durante la rivoluzione giacobina.
- La costruzione della torre civica, chiamata anche torre dell'orologio oppure Torre Maestra, viene fatta risalire al 1555. L'edificio, alto circa 55 metri, ospita le campane che servono a scandire i momenti della vita civile, quelli della vita religiosa vengono scanditi invece dal campanile del duomo. Le campane suonano ogni quarto d'ora, i rintocchi variano in base all'ora, un tempo aveva anche funzione di sorveglianza. I lavori di costruzione finirono all'incirca nel 1589, in realtà però ci furono perfezionamenti fino alla fine del secolo. La cella campanaria ha sempre ospitato nei secoli tre campane di diverse dimensioni rifuse nel '700, poi nel '800 dalla ditta Crespi di Cremona e ancora durante la Seconda Guerra Mondiale per ricavarne il bronzo, nel 1949 furono reinstallate delle campane uguali alle precedenti. Sempre nel 1589, all'esterno si provvide a installare un orologio che prese posto in un riquadro marmoreo del 1582. Nel 1773 l'orologio, che funzionava grazie a dei contrappesi in pietra oggi ancora presenti ma sostituiti nella loro funzione da un meccanismo elettrico, fu sostituito da uno nuovo di Domenico Crespi da Cremona, il meccanismo precedente fu collocato nel campanile della chiesa parrocchiale. Finita la cella campanaria la sommità dell'edificio venne ricoperta con un cupolino a forma poligonale in metallo (rame o piombo), sostituito poi nel 1880 da una merlatura su progetto dell'architetto Antonio Tagliaferri. Alla fine del cinquecento il piano terreno fu adibito a carcere. La torre era abitata da un carceriere, l'ultimo, alla fine del '700, fu Battista Battistoni. La torre è visitabile ogni domenica, è stata restaurata nel 2023 e al suo interno è stato installato un percorso multimediale che narra la storia della torre servendosi della figura del già citato carceriere Battistoni.[16]

### Architetture militari
- La Rocca, castello medioevale con annesso Museo civico ornitologico "Gustavo Carlotto"[17], ospitato dalla fondazione Ugo Da Como, assieme alla Casa del Podestà, la quale costituisce una ricostruzione di una dimora signorile del XV secolo caratterizzata dalla presenza di affreschi, soffitti a cassettone e raccolte di quadri, peltri e maioliche, oltre a una biblioteca di oltre 52000 documenti.[18]
- Dirigendosi verso la Valtenesi, appena dopo l'abitato di Sedena sorge il castello di Drugolo. La sua costruzione, forse di origine longobarda, è fatta risalire al X secolo. Dopo essere stato riedificato sui finire del Trecento, passò in proprietà a parecchie famiglie nobili, fino a quando, nel 1436, fu venduto agli Averoldi. Il castello, di pianta quadrata, ha un ponte levatoio e merlature ghibelline ed è abitato dai proprietari.

### Siti archeologici
- Fornaci romane di Lonato del Garda, in località Fornaci dei Gorghi.
- Siti palafitticoli del Lavagnone e Polada. Il sito del Lavagnone, condiviso con Desenzano anche se per la maggior parte è lonatese, fa parte dei Siti palafitticoli preistorici attorno alle Alpi. Il sito della Polada invece dà il nome all'omonima cultura risalente all'Età del Bronzo ed è interamente lonatese.

## Società

### Evoluzione demografica
Abitanti censiti

### Religione
Dal punto di vista religioso, le parrocchie del territorio di Lonato fanno parte della diocesi di Verona. Questo perché, la tradizione suggerisce che il Cristianesimo fu introdotto da san Zeno e da missionari provenienti dalla sua diocesi.
La frazione di Esenta fa invece parte della diocesi di Brescia.
Parrocchie:
- "Natività San Giovanni Battista e B.V. Maria del Rosario" ( Lonato centro e Fraz. Campagna). Nel 2022 le due parrocchie sono state unite, a seguito della morte del parroco di Campagna, i sacerdoti di Lonato hanno iniziato ad ufficiare anche nella frazione.
- "Beata Maria Vergine del Rosario" (fraz. Centenaro).
- "Santa Maria Assunta" (fraz. Maguzzano).
- "Santa Maria Assunta" (fraz. Madonna della Scoperta e Vaccarolo). Parrocchia che comprende una frazione lonatese, Madonna della Scoperta, e una desenzanese, Vaccarolo.
- "Santi Marco e Bernardino" (Esenta).

### Lingue e dialetti
A Lonato, accanto all'italiano, è parlato il dialetto bresciano, una variante del lombardo.

## Cultura

### Musei
- Museo Casa del Podestà
- Museo civico ornitologico Gustavo Adolfo Carlotto

### Scuole
A Lonato oltre ai vari asili, scuole elementari e medie, è presente l'Istituto Tecnico Tecnologico "Luigi Cerebotani", l'Istituto Agrario "Vincenzo Dandolo" e l'Istituto paritario "Paola di Rosa".

### Biblioteca
La biblioteca comunale ha sede presso il seicentesco Palazzo Zambelli. Sul piano nobile dell'edizione, è presente la "Galleria degli stucchi e degli specchi", le sale adiacenti sono invece decorate con affreschi dei primi del XVIII realizzati da Alessandro Campi, allievo di Andrea Celesti.

### Musica
Da un'epistola risalente al 1563, firmata dal medico Giuseppe Pallavicino, si suppone che a Lonato già nel Cinquecento fosse attivo un gruppo di suonatori. Di un'idea di banda cittadina più simile a quella moderna si ha invece notizia all'inizio del XIX° secolo. Lo storico Orazio Tessadri, vissuto nell'Ottocento, riporta infatti che nel 1805 Napoleone diretto a Verona, fu accolto a Lonato dalle autorità locali e dalla banda. Tessadri riportò la presenza del corpo musicale cittadino anche nei moti rivoluzionari del 1848.
A Lonato inoltre nacque il musicista e compositore Paolo Chimeri attivo tra Ottocento e Novecento.

### Tradizioni e eventi
• Fiera di Sant'Antonio Abate:
pur non essendo Sant'Antonio Abate il santo patrono di Lonato, nel fine settimana più prossimo al 17 gennaio, giorno della ricorrenza del santo, in paese si tiene una fiera agricola, artigianale e commerciale. 
Si ha documento di una fiera dedicata al bestiame il 17 gennaio già nel 1813. La prima vera edizione che fu caratterizzata dall'introduzione di un'esposizione di macchine e merci agricole risale al 1958. La fiera è un'occasione per rievocare antiche tradizioni del luogo. Durante i tre giorni sono previsti: il Palio delle Contrade nel quale alcune frazioni di Lonato si sfidano in giochi della tradizione, il concorso per il miglior salame e il miglior chisöl, un dolce tipico lonatese, e la benedizione dei trattori.
• Il 17 gennaio sempre in occasione della ricorrenza di Sant'Antonio Abate, sul sagrato della chiesa dedicata al santo è tradizione portare i propri animali da compagnia, che oggi sostituiscono quasi del tutto quelli da cortile come un tempo, per la benedizione degli animali.
• Il 24 giugno si tiene una sagra dalla durata di alcuni giorni, per la ricorrenza di San Giovanni Battista patrono di Lonato.
• Come in molte località del Nord Italia, anche a Lonato, la notte del giovedì grasso di mezza Quaresima, è tradizione bruciare "la vecchia", un fantoccio che simboleggia l'inverno da dimenticare per lasciare spazio alla primavera e alla sua prosperità.
• Santa Lucia, 13 dicembre: secondo una tradizione di gran parte del Nord Italia, la notte del 12 dicembre la santa porterebbe ai bambini doni e regali.

### Gastronomia e cucina
Il territorio lonatese presenta una forte vocazione vitivinicola grazie alla quale nel 2023, è entrato a far parte dell'Associazione Nazionale Città del Vino.
Sul territorio infatti si producono vini DOC come il Lugana, il Groppello e il vino da dessert San Martino della Battaglia Gefide.
Tipico prodotto gastronomico di Lonato, è l'insaccato "Os de stomech" che significa osso dello stomaco, per la presenza nell'impasto dell'osso dello sterno del maiale che viene messo a marinare, "en visiù", per un giorno nel vino rosso al quale si aggiungono sale, pepe, aglio, noce moscata e cannella. Questo insaccato è considerato uno dei migliori salumi della tradizione bresciana e, insieme allo zafferano e al raperonzolo, fa parte dei prodotti "De.C.O". di Lonato.
La cucina tipica è quella bresciana. Ci sono però anche influenze mantovane e altre dovute alla presenza del lago. Nel periodo invernale, in particolare in occasione di Sant'Antonio Abate e della fiera dedicata al santo, è tradizione preparare il chisöl, un dolce semplice a forma di ciambella. Il già menzionato "Os de stomech" viene invece servito in diversi modi, più comunemente accompagnato con la polenta oppure nel risotto.

## Geografia antropica

### Suddivisioni amministrative

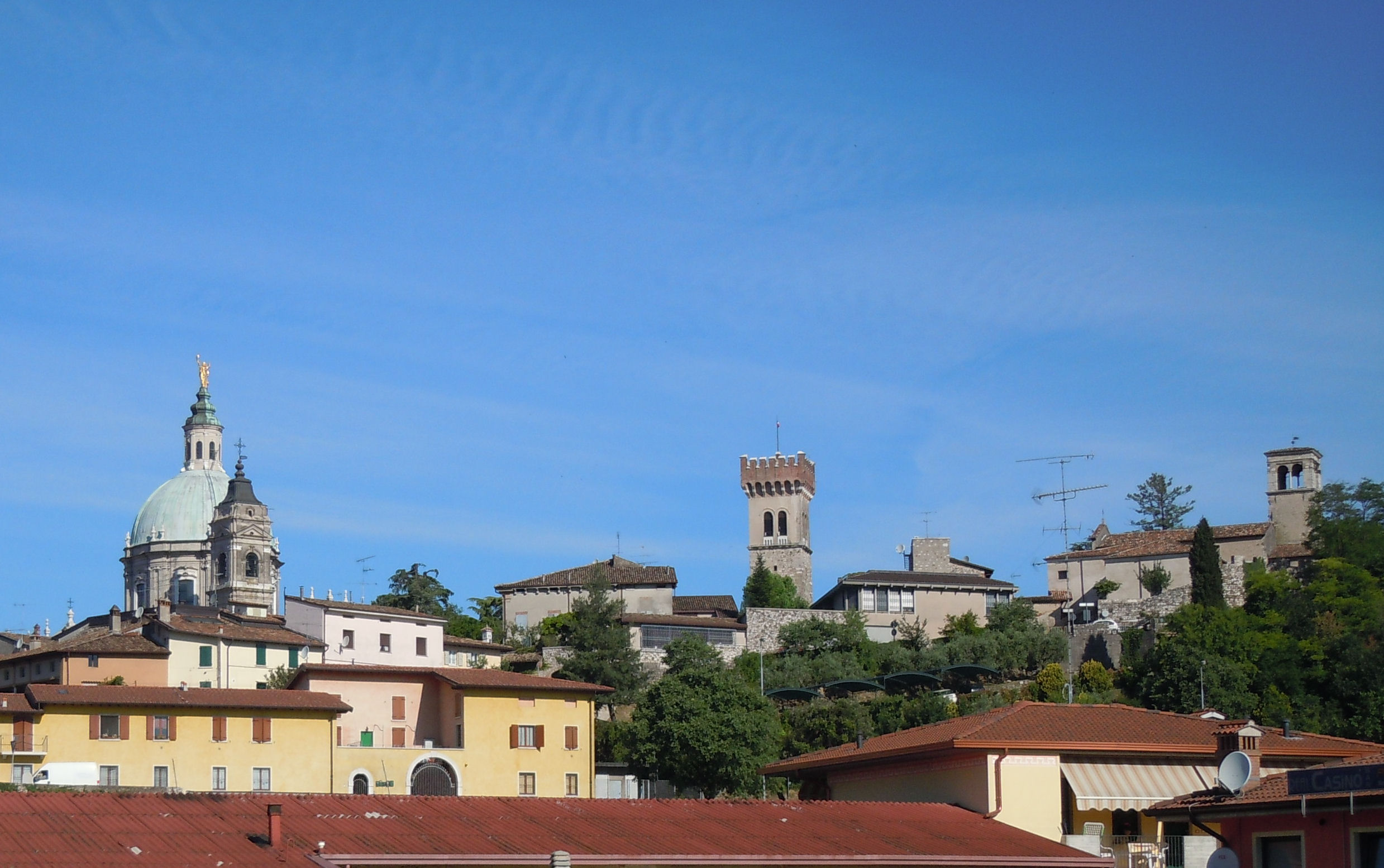
Panorama di Lonato

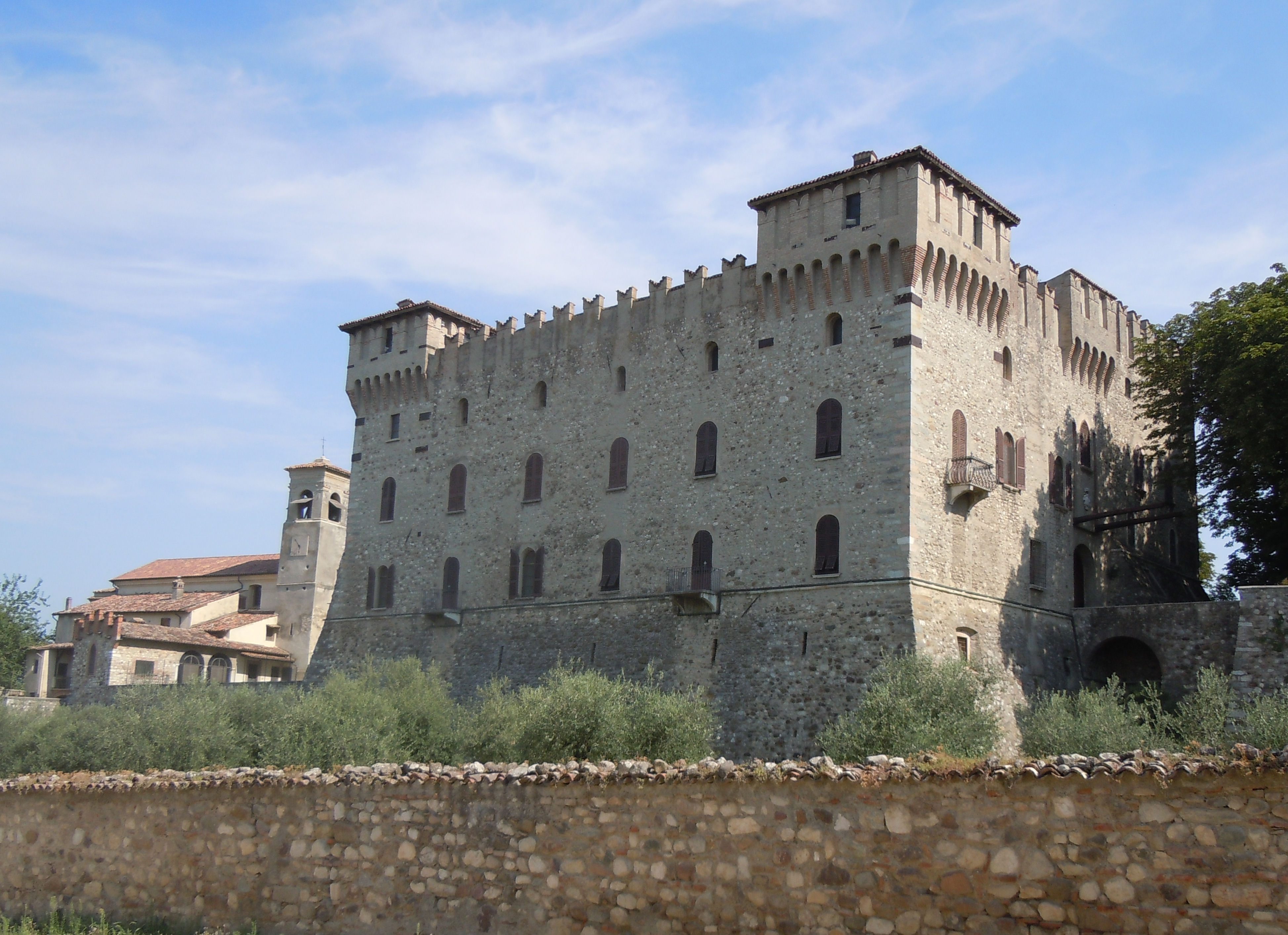
Castello di Drugolo

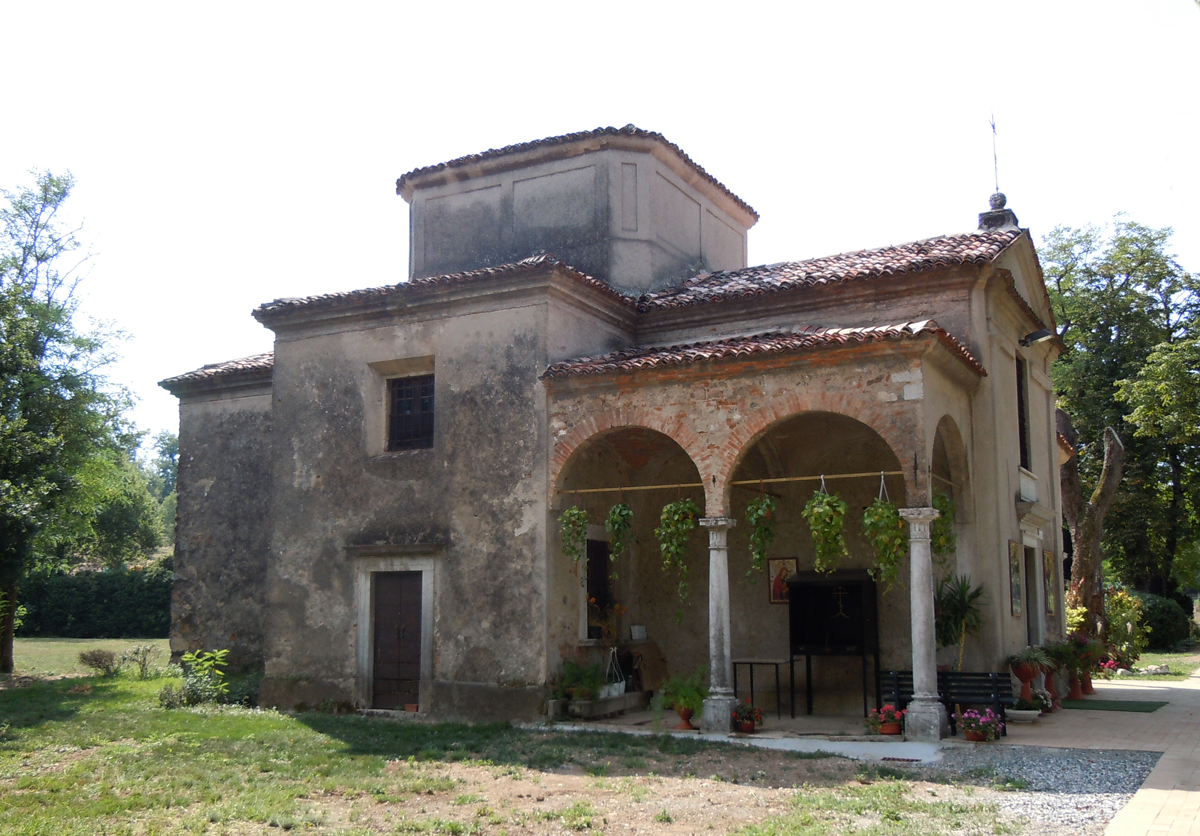
Drugolo, Chiesetta dei Morti della Selva

Il territorio comunale è suddiviso in dodici comitati di quartiere, alcuni dei quali racchiudono al loro interno diverse località:
1. centro storico;
2. san Martino;
3. viale Roma;
4. via Filatoio;
5. Campagna
  - Campagna di sotto;
  - Fossa;
  - Salera;
6. Barcuzzi - Maguzzano
  - Barcuzzi;
  - Lido di Lonato;
  - Maguzzano;
7. San Cipriano;
8. Sedena-Bettola
  - Bettola
  - Drugolo;
  - Sedena;
9. San Polo - San Tomaso - Brodena
  - Brodena;
  - San Polo di Lonato;
  - San Tomaso;
10. Esenta
  - Cominello;
  - Esenta di Lonato;
  - Malocco;
11. Centenaro;
12. Castel Venzago - Scoperta.

## Economia

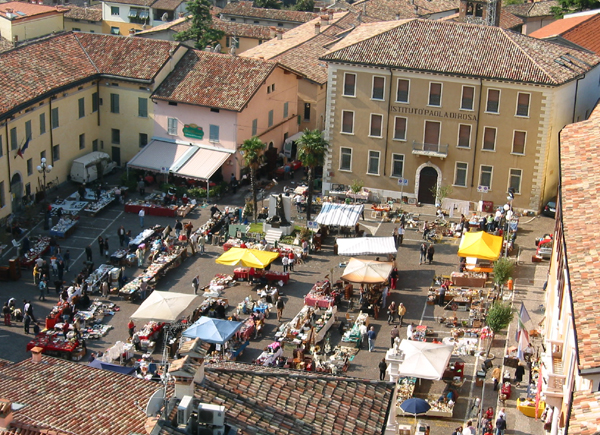
Il mercantico

L'economia di Lonato del Garda si basa sull'agricoltura, l'industria ferriera, l'artigianato, il terziario.
Lonato è attraversato dalla Strada dei vini e dei sapori del Garda.
Il mercato settimanale si tiene il giovedì mattina mentre quello contadino il sabato.
Ogni terza domenica del mese, nel centro del paese, si tiene il "Mercantico", una rassegna di antiquariato e collezionismo nata nel 1996.

## Infrastrutture e trasporti

### Strade
Lonato del Garda è attraversato dall'autostrada A4 Milano-Venezia. Nel territorio comunale non sono presenti caselli, dato che il più vicino, quello di Desenzano del Garda, è situato nel territorio del comune omonimo nei pressi del confine con Lonato.
La Padana Superiore attraversa il territorio in duplice forma. Come superstrada, in qualità di strada provinciale BS 11, passa a nord del centro abitato principale, sottopassando il colle di San Zeno grazie all'omonima galleria. Il percorso originale, divenuto strada comunale, percorre invece il centro storico. A Lonato terminano la strada provinciale 78 Calvagese - Mocasina - Lonato e la strada provinciale BS 668 Orzinuovi - Lonato. Le frazioni di Esenta e San Tomaso sono servite dalla provinciale BS 567 del Benaco; a Esenta, inoltre, termina la provinciale 25 proveniente da Cunettone di Salò.

### Ferrovie e tranvie
La stazione di Lonato è posta sulla ferrovia Milano-Venezia a meridione del centro storico.
Tra il 1911 e il 1935, Lonato venne servita anche dalla tranvia a vapore Castiglione-Desenzano, diramazione della Brescia-Mantova-Ostiglia. La stazione del paese era situata lungo via Monte Grappa poco a nord del cavalcaferrovia.

### Mobilità urbana
Nel sistema di trasporto pubblico su gomma della provincia di Brescia, il comune di Lonato appartiene sia al lotto nord, esercito dal consorzio Trasporti Brescia Nord, sia a quello sud, di competenza di Trasporti Brescia Sud..

## Amministrazione
| Periodo           | Periodo        | Primo cittadino  | Partito | Carica  | Note   |
| ----------------- | -------------- | ---------------- | ------- | ------- | ------ |
| 23 settembre 1988 | 30 marzo 1990  | Roberto Tardani  | PSI     | Sindaco | [ 25 ] |
| 30 marzo 1990     | 10 aprile 1993 | Ugo Lavagnini    | DC      | Sindaco | [ 26 ] |
| 10 aprile 1993    | 7 giugno 1993  | Eraldo Cavagnini | PRC     | Sindaco | [ 27 ] |

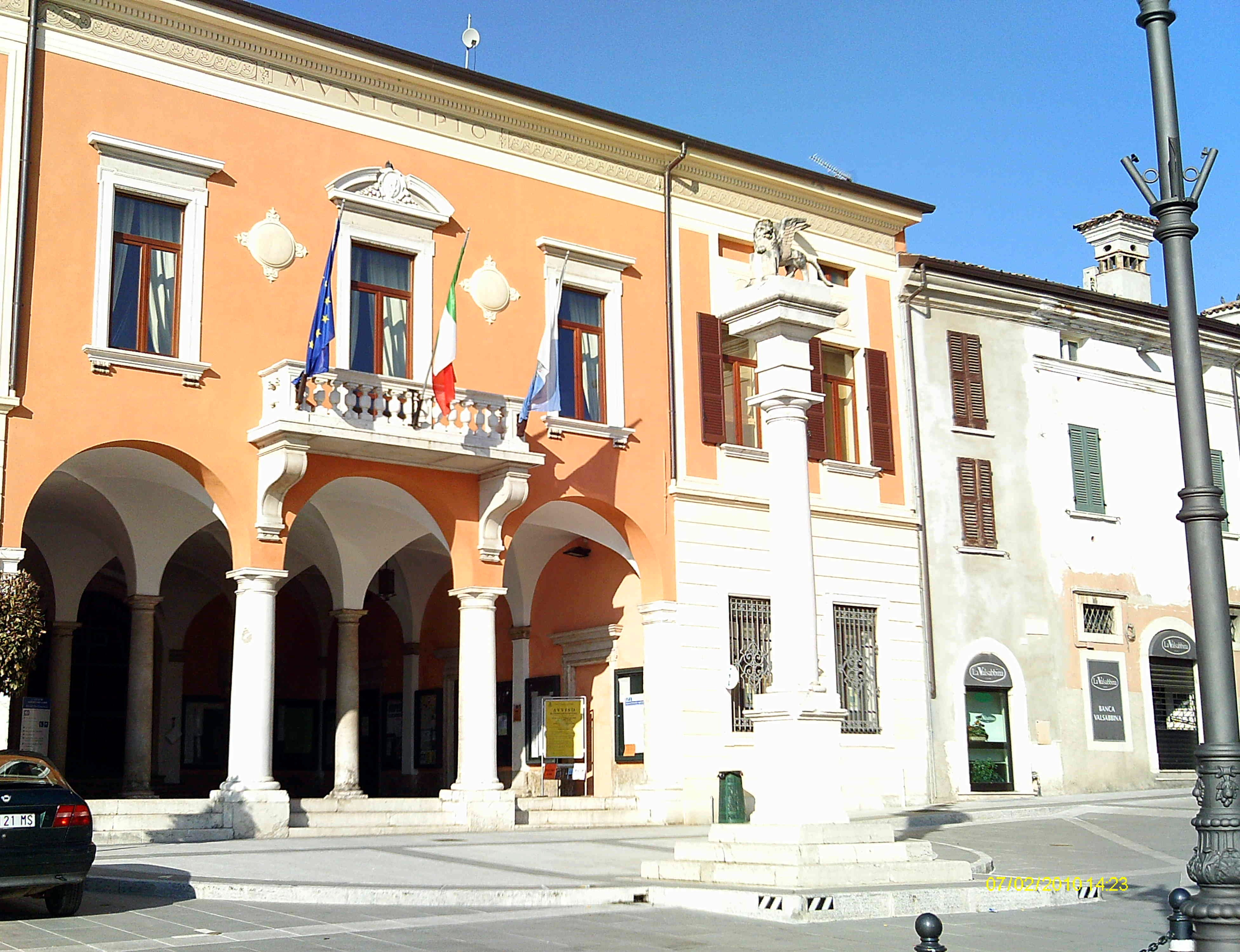
Il municipio di Lonato

Di seguito l'elenco dei sindaci eletti direttamente dai cittadini (dal 1993):
| Periodo          | Periodo          | Primo cittadino    | Partito                              | Carica      | Note          |
| ---------------- | ---------------- | ------------------ | ------------------------------------ | ----------- | ------------- |
| 7 giugno 1993    | 1º dicembre 1999 | Manlio Mantovani   | Lega Nord                            | Sindaco     | [ 28 ] [ 29 ] |
| 1º dicembre 1999 | 18 aprile 2000   | Rinaldo Argentieri |                                      | Commissario | [ 30 ]        |
| 18 aprile 2000   | 5 aprile 2005    | Morando Perini     | lista civica di centro-sinistra      | Sindaco     | [ 31 ]        |
| 5 aprile 2005    | 15 giugno 2015   | Mario Bocchio      | Forza Italia Il Popolo della Libertà | Sindaco     | [ 32 ]        |
| 15 giugno 2015   | in carica        | Roberto Tardani    | Forza Italia                         | Sindaco     | [ 33 ]        |

### Gemellaggi
Riesa

## Sport
Ha sede nel comune la società di atletica Atletica Lonato, iscritta alla FIDAL.
A Lonato è presente una squadra di calcio fin dal 1924. Nel 2009 l'A.C. Feralpi Lonato, nata nel 1963 con il nome di Pejo Lonato, e l'A.C. Salò Valsabbia, nata nel 1985 come A.C. Salò Benaco, si uniscono dando vita alla squadra Feralpisalò. La squadra rappresentava sia il comune di Lonato che quello di Salò. Lonato non era dotato di uno stadio adatto per disputare la massima categoria dilettantistica, perciò si scelse lo Stadio Lino Turina di Salò. La squadra portava i colori verde e blu, il primo derivato dal bianco-verde lonatese, il secondo dal bianco-blu salodiano. Nel 2025, a seguito del fallimento del Brescia Calcio, la squadra trasloca a Brescia per creare una nuova società, l'Union Brescia.
Dopo la fusione del 2009, Lonato fu dotata di nuovo di una squadra propria, la Virtus Feralpi Lonato, la quale ha richiamato a sé gran parte della sua tifoseria lonatese.
A Lonato è presente uno dei campi di tiro a volo più importanti a livello nazionale ed europeo. Il campo è nato nel 1982 e nel corso degli anni ha acquisito sempre più importanza, tanto da ospitare oggi competizioni internazionali.